# Watertown (New York, kisváros)
Watertown kisváros (town) az Amerikai Egyesült Államok New York államában, Jefferson megyében. Lakosainak száma 5913 fő (2020. április 1.).

## Népesség
A település népességének változása:

| 2010 | 4 470 |
| 2020 | 5 913 |